# Ranelagh
Ranelagh (/ˈrænɨlə/ o RAN|ə-lə; en gaèlic irlandès Raghnallach) és una àrea residencial i vila urbana del Southside de Dublín, República d'Irlanda. Es troba al districte postal de Dublín 6.

## Història
El nom anglès es pronuncia /ˈrɛnələ/. El parc de Londres Ranelagh Gardens va rebre el nom per la Ranelagh House, llar de la família Cole, qui tenien el títol (comtes de Ranelagh) del districte al comtat de Dublín.
El districte era originàriament una vila justament als enfores de Dublín, envolada de grans propietats senyorials. En els primers anys de les guerres confederades d'Irlanda (1641-1649) l'àrea fou escenari d'escaramusses que culminaren en la batalla de Rathmines l'agost de 1649. Després els irlandesos es van unir als reialistes contra els parlamentaristes i van intentar prendre Dublín. El seu exèrcit dirigit per Ormonde fou derrotat, molts d'ells foren assassinats i en el lloc on van caure (potser entre Rathmines i Ranelagh) fou conegut durant molt temps com Bloody Fields (camps sagnants).
En 1785, només dos anys després del primer vol tripulat, Richard Crosbie va volar exitosament en un montgolfier de Ranelagh Gardens a Clontarf. El 225è aniversari del vol fou commemorat amb un vol sobre els mateixos jardins el 23 de gener de 2010 encara que el globus no es va desenganxar pel mal temps. L'àrea fou incorporada a la ciutat de Dublín durant la seva expansió del segle xix.

## Geografia
El nom Ranelagh s'aplica a molts accidents geogràfics. El tram de la carretera que uneix Sandford Road (que comença a la cantonada d'Anna Villa) a Ranelagh Road (que comença al pont del tren) es coneix com a Ranelagh o Ranelagh Village. Tota la zona que envolta és també conegut popularment com a Ranelagh, que s'estén des del pont de Charlemont sobre el Gran Canal a l'extrem nord de Ranelagh Road fins a la cruïlla amb Milltown Road, a l'extrem sud de Sandford Road, i des de Leeson Street a l'est cap a Rathmines a l'Oest. Al centre de Ranelagh hi ha "Ranelagh Triangle", semi-oficialment "The Angle", que és la unió de Ranelagh Village i Charleston Road. Al nord del Triangle és la "Hill Area" de Ranelagh, que va ser l'escenari de la novel·la de Lee Dunne Goodbye to the Hill. Ranelagh conté molts carrers victorianes fines com les que envolten Mount Pleasant Square.

## Personatges
- L'àrea és o ha estat residència de nombrosos polítics:
  - Garret FitzGerald, Taoiseach (Primer Ministre) d'Irlanda dos cops en els 1980, va viure els darrers anys a Anna Villa a Ranelagh
  - L'antic Tánaiste i Ministre de Justícia Michael McDowell viu a Ranelagh fora del triangle
  - L'antiga President d'Irlanda i Alta Comissionada de l'ONU Mary Robinson hi va viure
  - Robert Briscoe, antic Lord Alcalde de Dublín i TD nasqué a Lower Beechwood Avenue, Ranelagh
  - Antic Fianna Fáil TD, Michael Mulcahy viu a l'àrea Beechwood de Ranelagh

- Ranelagh és el lloc de naixement i on passà la infantesa l'actiu de Hollywood Maureen O'Hara
- Maeve Brennan, narradora i periodista del The New Yorker nasqué i cresqué a Ranelagh;
- La jardinera Helen Dillon viu a Ranelagh, on ha creat i manté el Dillon Garden[4]
- L'antic campió mundial de snooker Ken Doherty és de l'àrea i practicava al club local Jason's (demolit en 2012)
- Nell McCafferty, periodista i defensor dels drests civils a Irlanda del Nord hi va viure molts anys
- L'actor Eamon Morrissey va créixer a Ranelagh
- John Mulholland, editor del diari The Observer